# Krasnoperekopsk
Krasnoperekopsk (ukrajinsky Красноперекопськ; rusky Красноперекопск; krymskou tatarštinou Krasnoperekopsk; Jany Kapu) je vedle Džankoje největším městem na severu Krymu, sporného území považovaného za část Ukrajiny, ale ovládaného od Krymské krize Ruskem.

## Poloha a doprava
Leží na Perekopské šíji, jež spojuje Krym s pevninskou Ukrajinou a po které prochází železnice Cherson–Džankoj.

## Dějiny
Sídlo bylo založeno roku 1932 při továrně na zpracování bromu. Její evakuací v období druhé světové války bylo založeno město Jarovoje v Altajském kraji. V době, kdy byl budován Severokrymský kanál, byl Krasnoperekopsk povýšen na město (1966). Dnes[kdy?] zde žije 30 700 obyvatel, z toho přibližně 16 000 Rusů, 13 000 Ukrajinců a přes 1000 Krymských Tatarů.

## Krasnoperekopská městská rada
Administrativně je město spravováno městskou radou, do jejíhož obvodu nespadá žádné další sídlo.